# Hana Dvořáková
Hana Dvořáková (* 3. dubna 1954) je česká vědkyně a filantropka. 

## Život
Vystudovala Vysokou školu chemicko-technologickou v Praze, obor organická chemie. Chemii si přitom vybrala jako náhradní řešení místo studia medicíny. Její rodiče totiž po invazi vojsk v srpnu 1968 vyhodili z komunistické strany, medicínu proto studovat nemohla.
V letech 1983–1995 pracovala jako vědecká pracovnice v Ústavu organické chemie a biochemie Československé akademie věd ve skupině profesora Antonína Holého. V roce 1994 absolvovala roční pobyt na katedře organické chemie univerzity v Leicesteru. Od roku 1996 pracuje jako vědecká pracovnice v laboratoři nukleární magnetické rezonance na VŠCHT Praha.

## Filantropie
Podporuje organizaci Člověk v tísni, zejména sociální a vzdělávací programy pro děti ze znevýhodněného prostředí. S manželem Dalimilem Dvořákem založili Nadaci Experientia, která podporuje mladé vědce, zvlášť chemiky. Z licenčních poplatků, které Hana Dvořáková získala za výzkum látek účinných při léčbě HIV/AIDS, nadaci věnovali již více než 200 milionů korun.

## Ocenění
- Stříbrná medaile předsedy Senátu (2020)
- Medaile Za zásluhy 1. stupně v oblasti vědy (2023)[4]